# Dicarbonate de di-tert-butyle
Le dicarbonate de di-tert-butyle est un ester de carbonate de formule semi-développée [(CH3)3COCO]2O. C'est un réactif très utilisé en synthèse organique. Il réagit avec les amines pour donner les dérivés BOC (N-tert-butoxycarbonyle) qui sont des carbamates. Ces dérivés ne se comportant plus comme des amines, permettent de faire certaines réactions qui, autrement, auraient pu affecter la fonction amine. Le groupe protecteur BOC peut être alors retiré de l'amine en utilisant un acide.

## Synthèse
Le dicarbonate de di-tert-butyle est peu coûteux de sorte qu'il est habituellement acheté. Classiquement, ce composé est préparé à partir de tert-butanol, de dioxyde de carbone et de phosgène, en utilisant comme base le DABCO :
Cette voie est actuellement utilisée dans le commerce par les fabricants de Chine et d'Inde. Les entreprises européennes et japonaises utilisent la réaction du tert-butylate de sodium avec du dioxyde de carbone, catalysée par l'acide p-toluènesulfonique ou par l'acide méthanesulfonique. Ce processus implique une distillation du produit brut, qui donne un produit final de très bonne pureté.
L'anhydride de Boc est également disponible en solution à 70 % dans le toluène ou le THF, etc. En effet, comme il a un point de fusion bas (23 °C), disposer de ce réactif sous la forme d'un liquide simplifie son stockage et sa manutention.